# Slovakiens damlandslag i fotboll
Slovakiens damlandslag i fotboll representerar Slovakien i fotboll på damsidan. Landslaget spelade sin första match den 21 juni 1993 borta mot Tjeckien. De har aldrig kvalat in till VM, OS eller EM-slutspelet.